# Dni ostatnie
Dni ostatnie (ang. Latter Days) – amerykański melodramat z 2003 roku w reżyserii C. Jay Coxa, opowiadający historię gejowskiej miłości. W tym samym roku wydano również longplay z muzyką z filmu pod tym samym tytułem.

## Fabuła
Aarona i Christiana dzieli wszystko. Aaron (Steve Sandvoss) jest spokojnym, dobrze wychowanym 19-letnim mormonem, który pierwszy raz opuścił na dłużej prowincjonalne miasteczko. Przyjeżdża do Los Angeles wysłany z misją głoszenia wiary pukając od drzwi do drzwi. Christian (Wes Ramsey), koło dwudziestki, jest kelnerem i gejem, który żyje beztrosko i przyjemnie od imprezy do imprezy. Obaj przypadkiem zamieszkali po sąsiedzku. Nie wiedząc nic o preferencjach Aarona, Chistian zakłada się z przyjaciółmi, że go "zaliczy", czego dowodem mają być "święte majtki" młodego mormona. Intryga zamienia się jednak w uczucie, którego żaden z nich się nie spodziewał. Aaron zostaje skonfrontowany z własną tłumioną seksualnością, a Christian ze swoją powierzchownością.
C. Jay Cox oparł scenariusz filmu na własnych doświadczeniach i tym, kim był jako osiemnastoletni misjonarz mormoński (postać Aarona) a kim stał się później po spędzeniu kilku lat w Los Angeles (postać Christiana). Zastanawiał się, co by się stało gdyby te dwie całkowicie różne osobowości spotkały się. Tytuł filmu nawiązuje do nazwy mormońskiego Kościoła Jezusa Chrystusa Świętych w Dniach Ostatnich (ang. The Church of Jesus Christ of Latter-day Saints).

## Główne role
- Steve Sandvoss - Aaron Davis
- Wes Ramsey - Christian Markelli
- Rebekah Johnson - Julie Taylor
- Amber Benson - Traci Levine
- Khary Payton - Andrew
- Jacqueline Bisset - Lila
- Joseph Gordon-Levitt - Paul Ryder
- Rob McElhenney - Harmon
- Dave Power - Gilford
- Erik Palladino - Keith Griffin

## Nagrody
Film zdobył w roku 2003 i 2004 w USA trzykrotnie nagrodę publiczności na festiwalach filmowych LGTB w Los Angeles, Filadelfii i Toronto.

## Soundtrack
Muzyka z filmu Latter Days ukazała się na CD będąca składanką utworów różnych wykonawców. Muzyka jest kompilacją ostrych i dynamicznych utworów skomponowanych na instrumenty elektroniczne przez Erica Allamana oraz balladowych songów folk-rockowych.
1. Arrival in L.A. – wyk. Eric "Sir Ludwig" Allaman (komp. Eric "Sir Ludwig" Allaman)
2. More – wyk. Nita Whitaker (komp. C. Jay Cox)
3. Night Vision – wyk. Eric "Sir Ludwig" Allaman (komp. Eric "Sir Ludwig" Allaman)
4. Man on a Mission – wyk. Bobby Joyner (komp. C. Jay Cox)
5. Shirts & Skins – wyk. Eric "Sir Ludwig" Allaman (komp. Eric "Sir Ludwig" Allaman)
6. If I Could Be With You Now – wyk. Bobby Joyner i Dean Nolan (komp. C. Jay Cox i Eric "Sir Ludwig" Allaman), – zobacz tekst
7. Flight to Salt Lake – wyk. Eric "Sir Ludwig" Allaman (komp. Eric "Sir Ludwig" Allaman)
8. In a Snowbound Hotel Room – wyk. Eric "Sir Ludwig" Allaman (komp. Eric "Sir Ludwig" Allaman)
9. Hymn for Those Left Behind – wyk. Shannon Moore (komp. C. Jay Cox i Eric "Sir Ludwig" Allaman)
10. Another Beautiful Day – wyk. Nita Whitaker (komp. C. Jay Cox)
11. Younger Than You Are Tonight – wyk. C. Jay Cox (komp. C. Jay Cox i Eric "Sir Ludwig" Allaman)
12. Abide with Me – wyk. Heather Floyd (komp. Henry Francis Lyte i Thelonious Monk)
13. Aversion Therapy – wyk. Eric "Sir Ludwig" Allaman (komp. Eric "Sir Ludwig" Allaman)
14. Tuesday, 3:00 am – wyk. Nita Whitaker (komp. C. Jay Cox)
15. Angel on a Bus Bench – wyk. Eric "Sir Ludwig" Allaman (komp. Eric "Sir Ludwig" Allaman)
16. Prelude in C – wyk. Eric "Sir Ludwig" Allaman (komp. Johann Sebastian Bach)
17. Windmills – wyk. Toad the Wet Sprocket (komp. Dinningm Dean, Glen Phillips, Randy Guss, Todd Nichols) – zobacz tekst